# Cheyenne's Pal
Cheyenne's Pal er en amerikansk stumfilm fra 1917 af John Ford.

## Medvirkende
- Harry Carey som Cheyenne Harry.
- Gertrude Astor som Flora Belle.
- Jim Corey som Noisy Jim.
- Vester Pegg.
- Steve Pimento.